# 陈康 (中将)
陈康（1910年4月7日—2002年5月23日），原名陈五和，男，湖北广济人，中国人民解放军中将。1955年获二级八一勋章、二级独立自由勋章、一级解放勋章。1988年获一级红星功勋荣誉章。中国共产党第九、十届中央委员会委员。

## 生平
陈康生于湖北省广济县（今武穴市）郑公塔镇闸口村。1927年参加本村赤卫队，1930年7月加入鄂东红8军第4纵队。1931年1月红8军与红1军合编为红4军，任红四方面军第4军第73师连政治指导员。1932年随红四方面军主力西征入川，任红31军92师274团营教导员、营长。1935年5月参加长征，历任红9军25师75团副团长、第27师80团团长，红31军第91师276团团长。到陕北后入抗日军政大学第三期学习。
1938年调任新四军补充营营长。由于对任职偏低有抵触，陈康于1938年7月31日同原红四方面军将领叶道志、徐长胜以看地形为名带枪出走，后在景德镇地区被追上，徐长胜被击毙，叶道志被逮捕后以叛变罪处决。而陈康最终返回八路军，到129师任职。1939年1月调任八路军第129师随营学校教员、营长兼主任教员，翌年10月起任第386旅17团副团长、团长，第772团团长。
1946年后历任任晋冀鲁豫野战军第4纵队13旅旅长，第二野战军13军副军长。1952年任第13军军长，驻云南。1954年入军事学院学习。1956年5月至1975年5月任昆明军区副司令员、军区党委常委、副书记，1956年至1960年兼任云南省军区司令员，昆明军区代司令员，参与指挥了中缅边境作战。1968年8月至1975年8月任云南省革委会副主任，1971年6月至1975年5月任中共云南省委书记。1977年12月重回部队，任兰州军区副司令员。1981年11月离职休养。2002年5月23日在北京逝世。

## 其他
- 文革中曾受冲击，一度被打成“滇西挺进纵队”总司令。